# Глурджидзе Олександр Нодарович
Олександр (Сандро) Нодарович Глурджидзе (17 грудня 1939, тепер Грузія — жовтень 1989, місто Тбілісі, тепер Грузія) — грузинський радянський державний діяч, секретар ЦК КП Грузії, міністр автомобільного транспорту та доріг Грузинської РСР. Депутат Верховної ради Грузинської РСР 11-го скликання.

## Життєпис
Закінчив Грузинський політехнічний інститут імені Леніна, інженер-будівельник.
З 1961 року — інженер проєктних інститутів «Грузсільбуддержпроєкт» та «Оргенергобуд». Одночасно був капітаном тбіліської баскетбольної команди «Буревісник», членом збірної СРСР із баскетболу.
Член КПРС.
У 1972—1974 роках — начальник Управління тресту № 2 Міністерства будівництва Грузинської РСР.
У 1974—1979 роках — заступник керуючого тресту № 2, керуючий будівельного тресту № 6 Міністерства будівництва Грузинської РСР.
У 1979—1985 роках — заступник міністра сільського будівництва Грузинської РСР.
У 1985—1986 роках — заступник міністра будівництва Грузинської РСР.
У лютому 1986 — 25 квітня 1987 року — 1-й заступник завідувача відділу будівництва та міського господарства ЦК КП Грузії.
25 квітня 1987 — 22 листопада 1988 року — секретар ЦК КП Грузії.
22 листопада 1988 — жовтень 1989 року — міністр автомобільного транспорту та доріг Грузинської РСР.
Раптово помер у жовтні 1989 року в місті Тбілісі.